# Jüdische Gemeinde Tübingen
Die Jüdische Gemeinde in Tübingen existierte im Mittelalter und Mitte des 19. Jahrhunderts bis 1939.

## Geschichte im Mittelalter
Juden werden in Tübingen das erste Mal 1337 erwähnt. Die Juden besiedelten damals die 1350 erstmals erwähnte und heute noch vorhandene Judengasse. Dort befanden sich auch die Einrichtungen der Jüdischen Gemeinde wie die Synagoge. Während der Pestzeit ist in Tübingen keine Judenverfolgung bekannt. Ein Friedhof der Jüdischen Gemeinde lässt sich für diese Zeit in Tübingen nicht nachweisen. Es wurde möglicherweise der jüdische Friedhof in Baisingen (heute Rottenburg) benutzt. 1456 wurden alle Tübinger Juden bis auf eine Familie aus der Stadt vertrieben. Im Jahr 1477 wurden alle Tübinger Juden von Graf Eberhard im Bart aus der Stadt ausgewiesen. Damit endete die erste Ära der Jüdischen Gemeinde in Tübingen.

## Geschichte in der Neuzeit
Seit dem Jahr 1848 wurde die Ansiedlung von Juden in Tübingen wieder zugelassen. Als erster jüdischer Einwohner der Stadt in der Neuzeit ist ein Leopold Hirsch aus Wankheim bekannt. Ihm folgten weitere Familien und mit der Einweihung der Synagoge im Jahr 1882 wurde die Jüdische Gemeinde neu gegründet. In den Jahren stieg die Anzahl der Juden von 34 Einwohnern im Jahr 1869 auf 82 im Jahr 1925. Im Jahr 1925 umfasste die Jüdische Gemeinde auch die Städte Reutlingen und Rottenburg am Neckar. Bis zum Jahr 1932 schlossen sich die in Balingen, Bronnweiler, Gomaringen, Metzingen und Tailfingen lebenden – jeweils nur wenigen – jüdischen Personen an die Jüdische Gemeinde Tübingen an. Neben der Synagoge besaß die Gemeinde eine Religionsschule. Die Gemeinde hatte einen besoldeten Religionslehrer, jedoch keinen Rabbiner. Sie gehörte zum Rabbinatsbezirk Mühringen und später ab 1913 zum Rabbinatsbezirk Horb.
Ab 1930 wurde die antisemitische Hetze deutlich, und die Studenten-SA beschmierte jüdische Geschäfte und ging gewaltsam gegen jüdische Bürger vor. Infolge der andauernden Repressalien und der wirtschaftlichen Sanktionen gegen die jüdische Bevölkerung verließen viele Juden bis 1941 die Stadt. Während der Reichspogromnacht 1938 wurde die Synagoge zerstört. Die Jüdische Gemeinde Tübingen wurde im Juli 1939 aufgelöst. 14 Tübinger Juden wurden 1941/42 im Zuge der Deportation deutscher Juden in die Konzentrationslager Riga, Izbica, Theresienstadt und Auschwitz verschleppt. Nach der Deportation gab es keine Juden mehr in Tübingen.
Von den 77 nach 1933 noch in den Filialgemeinden Reutlingen und Rottenburg wohnhaften bzw. danach noch zugezogenen Juden wurden 16 Personen im Laufe der Deportationen ermordet, zwei weitere Angehörige der Filialgemeinden suchten 1937 bzw. 1941 den Freitod.
An die Zeit der nationalsozialistischen Judenverfolgung erinnert seit dem Jahr 1983 eine Gedenktafel an der Mauer des Geländes der Stiftskirche. Im Foyer der Neuen Aula der Universität in der Wilhelmsstraße erinnert seit 1984 eine Gedenktafel an elf ermordete jüdische Studenten. Auf dem jüdischen Friedhof in Wankheim befindet sich seit 1947 ein Gedenkstein mit den Namen von 14 ermordeten Tübinger Juden.
Im Jahr 1968 gab es wieder acht Mitbürger jüdischen Glaubens in Tübingen. Ihre Zahl ist bis 2013 auf mehr als 40 angestiegen. Die jüdischen Menschen in Tübingen werden durch die Israelitische Religionsgemeinschaft Württembergs K.d.ö.R. (IRGW) betreut, die im nahe gelegenen Reutlingen eine Zweigstelle unterhält. Zudem gibt es  den jüdischen Verein Bustan Shalom e.V., der jüdische Gemeindearbeit wie Gottesdienste anbietet und in Tübingen jüdisches Leben in religiösen und kulturellen Bereichen fördert.